# Videogioco isometrico

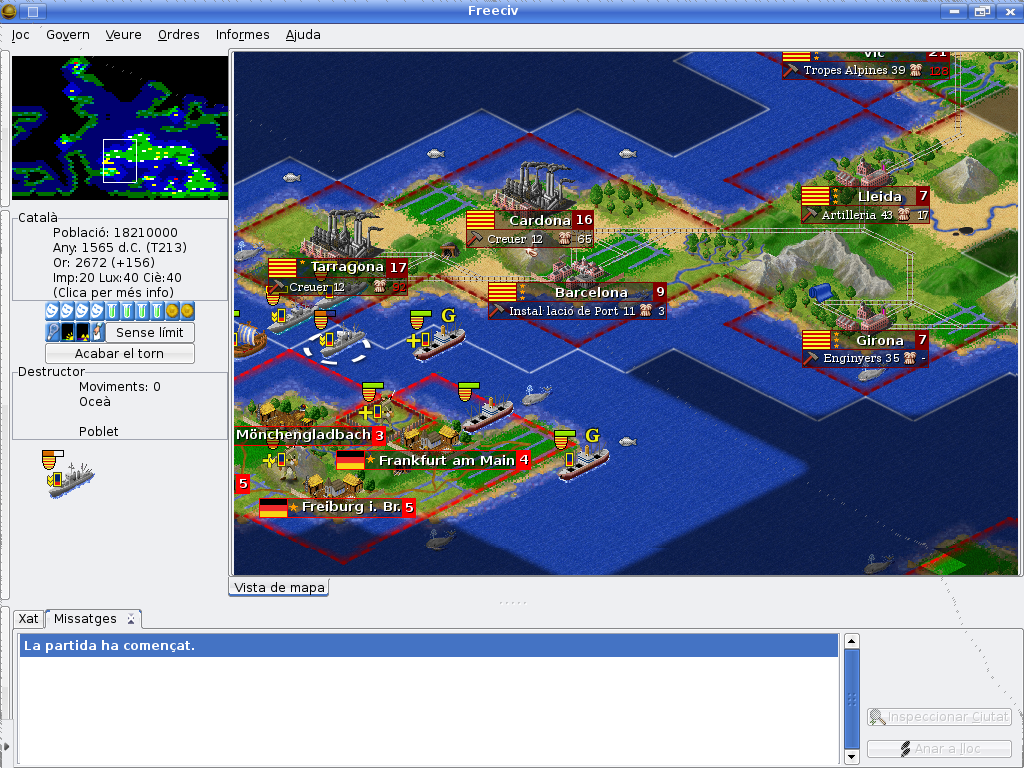
Screenshot di Freeciv, gioco che utilizza la visuale isometrica

Un videogioco isometrico è un videogioco che utilizza la visuale isometrica o prospettiva isometrica, un tipo di visuale dell'area di gioco che rappresenta una scena tridimensionale mantenendo le proporzioni degli oggetti lungo tutti i tre assi dello spazio, senza punto di fuga.
Rientra tra le tecniche dette 2.5D per simulare la tridimensionalità con il solo uso di grafica bidimensionale.

## Caratteristiche
L'area di gioco è vista tipicamente da una posizione innalzata e da un angolo di circa 45 gradi. Le schermate dove si svolge l'azione del gioco sono disegnate con l'assonometria ortogonale. Ciò permette un maggiore realismo e un maggiore senso della profondità rispetto a una visuale puramente bidimensionale dall'alto o da un lato.
È usata la proiezione parallela, cioè non c'è prospettiva, perciò gli oggetti più distanti non diventano più piccoli. Ovviamente ci sarà una limitazione nel realismo rispetto al vero 3D, perché la dimensione degli oggetti non cambia con la distanza. Come in un disegno tecnico, si punta meno al realismo fotografico e più alla chiarezza di rappresentazione. Questa distorsione della prospettiva può essere limitata mostrando solo una parte dell'ambiente di gioco per volta.
In geometria l'assonometria isometrica propriamente detta si ha quando le proiezioni dei tre assi dello spazio formano angoli uniformi tra loro (120°, ovvero 30° rispetto al bordo orizzontale); in realtà molti giochi utilizzano orientamenti differenti degli assi, frequentemente l'assonometria dimetrica, ma per consuetudine nel mondo videoludico si parla sempre e comunque di visuale isometrica.
La visuale isometrica può essere utilizzata in ogni genere di gioco in terza persona, come azione, sport, strategia, ruolo e quant'altro. Spesso la visuale isometrica è usata in combinazione con lo scorrimento per mostrare zone diverse dell'ambiente di gioco; il punto di vista si sposta lungo la superficie del mondo di gioco, mantenendo la stessa altitudine e inclinazione.

## Esempi
Secondo una selezione fatta dalla rivista Retro Gamer nel 2009, dichiaratamente difficile dato l'alto numero di titoli e la varietà di genere, i 25 migliori giochi isometrici classici sono, nell'ordine:
- Head over Heels
- Spindizzy
- Marble Madness
- Syndicate
- Knight Lore
- Ant Attack
- The Great Escape
- Little Big Adventure
- Monster Max
- Inside Outing
- Populous
- Desert Strike
- D/Generation
- Get Dexter
- Snake Rattle 'n' Roll
- Q*bert
- Where Time Stood Still
- Planescape: Torment
- UFO: Enemy Unknown
- Wetrix
- Civilization II
- The Last Ninja
- Pac-Mania
- Fallout
- Movie

## Storia
La nascita dei videogiochi isometrici si può far risalire al 1982, con l'uscita degli arcade Zaxxon e Q*bert, entrambi molto conosciuti ma molto diversi tra loro. Lo stesso nome Zaxxon si dice ispirato dalla parola inglese axonometric (assonometrico). In precedenza il 3D nei videogiochi era stato realizzato con la grafica vettoriale (es. Battlezone), che rende bene la prospettiva, ma appariva piuttosto vuota e incolore. L'assonometria permise invece di realizzare il 3D con grafica bitmap e sprite, consumando poca potenza di calcolo e ottenendo molto più dettaglio. Il punto di vista fisso rende inoltre più facile la percezione di tutto lo spazio attorno al personaggio. In Zaxxon si regola anche l'altitudine della propria astronave, con l'aiuto visivo di un indicatore, ma questa complessità di movimento fu poco utilizzata dagli sparatutto isometrici successivi, che preferirono la più semplice azione su un piano fisso.
Un altro passo importante fu Ant Attack (1983) per ZX Spectrum, primo gioco isometrico a permettere di spostare liberamente l'inquadratura su tutta l'area di gioco (più grande dello schermo), nonché di ruotare la visuale di 90° ai quattro angoli, per vedere meglio l'azione. Il suo motore grafico Softsolid 3D, sviluppato su Acorn Atom, fu anche uno dei primi motori grafici portabili su macchine diverse. Ant Attack infine fu il primo uso dell'assonometria in un gioco con una componente di avventura, una combinazione che poi avrebbe avuto grandi sviluppi.
Grande influenza ebbe infatti l'avventura dinamica Knight Lore (1984), con un motore isometrico multischermo chiamato Filmation, che creò ambienti con un livello di dettaglio mai visto prima sui computer a 8 bit. Questo portò i giochi isometrici alla ribalta. Il motore Filmation II, introdotto con Night Shade (1985), aggiungeva scorrimento fluido e la possibilità di rendere trasparenti parti dello scenario, per fare in modo che il personaggio non sia mai nascosto alla vista. Tra i vari successi nello stile di Knight Lore sui computer degli anni '80, Batman, Head over Heels, Pyracurse, Fairlight, The Great Escape, Where Time Stood Still, Movie, La abadía del crimen, The Last Ninja.
Anche nell'ambito delle console ci furono titoli isometrici notevoli, come i giochi di guida R.C. Pro-Am e Cobra Triangle. Nell'era a 16 bit e negli anni '90 la visuale isometrica continuò a essere un buon modo per realizzare ambienti tridimensionali dettagliati, e oltre che nelle avventure si diffuse in vari generi, come giochi di ruolo e strategici (citando ad esempio Populous, Desert Strike, Little Big Adventure, Planescape: Torment, Command & Conquer, UFO: Enemy Unknown).
Con la quinta generazione delle console (seconda metà anni '90) e la grafica poligonale, ormai in grado di realizzare efficacemente un vero 3D, inevitabilmente molti sviluppatori iniziarono ad abbandonare l'assonometria. La capacità dei giochi isometrici di rendere ambienti dettagliati e ben visibili al giocatore rimase ancora sfruttata per un po', in particolare in serie di successo per PC come Civilization, The Sims e Diablo, ma col tempo anche queste sono passate a utilizzare il vero 3D. Ci sono alcuni titoli più recenti, come Lara Croft and the Guardian of Light, che sebbene in vero 3D usano un punto di vista fisso simile a quello isometrico, ma è evidente che il genere non avrà più la rilevanza che aveva un tempo.